# Marion Rodewald
Marion Rodewald (ur. 24 grudnia 1976 w Mülheim an der Ruhr) – niemiecka hokeistka na trawie, mistrzyni olimpijska.
Wieloletnia reprezentantka Niemiec, od 2003 pełni w zespole narodowym funkcję kapitana. W 2004 osiągnęła największy sukces w karierze - mistrzostwo igrzysk olimpijskich w Atenach. Uczestniczyła w igrzysk olimpijskich w Sydney zajmując z drużyną 7 miejsce, a w olimpiadzie w Pekinie 4 miejsce. W Bundeslidze broni barw Rot-Weiß Kolonia. Jest studentką wychowania fizycznego.